# 馬淵正文
馬淵 正文（まぶち まさふみ、1857年5月8日（安政4年4月15日）- 1913年（大正2年）12月12日）は、明治期の陸軍軍人。最終階級は陸軍少将。旧名・政太郎。

## 経歴
本籍静岡県。馬淵左太夫の長男として生まれる。沼津兵学校附属小学校（現沼津市立第一小学校）で学んだ。同校頭取・鈴木成虎が命名した正文に改名。1877年（明治10年）5月、陸軍士官学校（旧3期）に入学。1879年（明治12年）12月、陸軍砲兵少尉に任官した。
1888年（明治21年）清国視察、1896年（明治29年）マニラ出張、1900年（明治33年）韓国公使館付などを経て、1901年（明治34年）6月、野砲兵第18連隊長に就任し、1904年（明治37年）2月、野砲兵第4連隊長に転じて日露戦争に出征し、同年3月、砲兵大佐に昇進。1905年（明治38年）12月、東京砲兵工廠付となり、1908年（明治41年）12月、陸軍少将に昇進と同時に予備役に編入された。その後、後備役となる。京都府愛宕郡下鴨村（現京都市左京区下鴨）で病のため死去した。

## 栄典
位階
- 1900年（明治33年）3月10日 - 正六位[7]
- 1904年（明治37年）4月29日 - 従五位[8]
- 1909年（明治42年）3月10日 - 正五位[9]

勲章
- 1893年（明治26年）11月29日 - 勲六等瑞宝章[10]